# 德瓦
德瓦（羅馬尼亞語：Deva）位于罗马尼亚西部穆列什河畔，是胡内多阿拉县的县治所在，人口约8万（2002年）。
45°52′19″N 22°54′42″E / 45.8719°N 22.9117°E